# Fort Pulaski

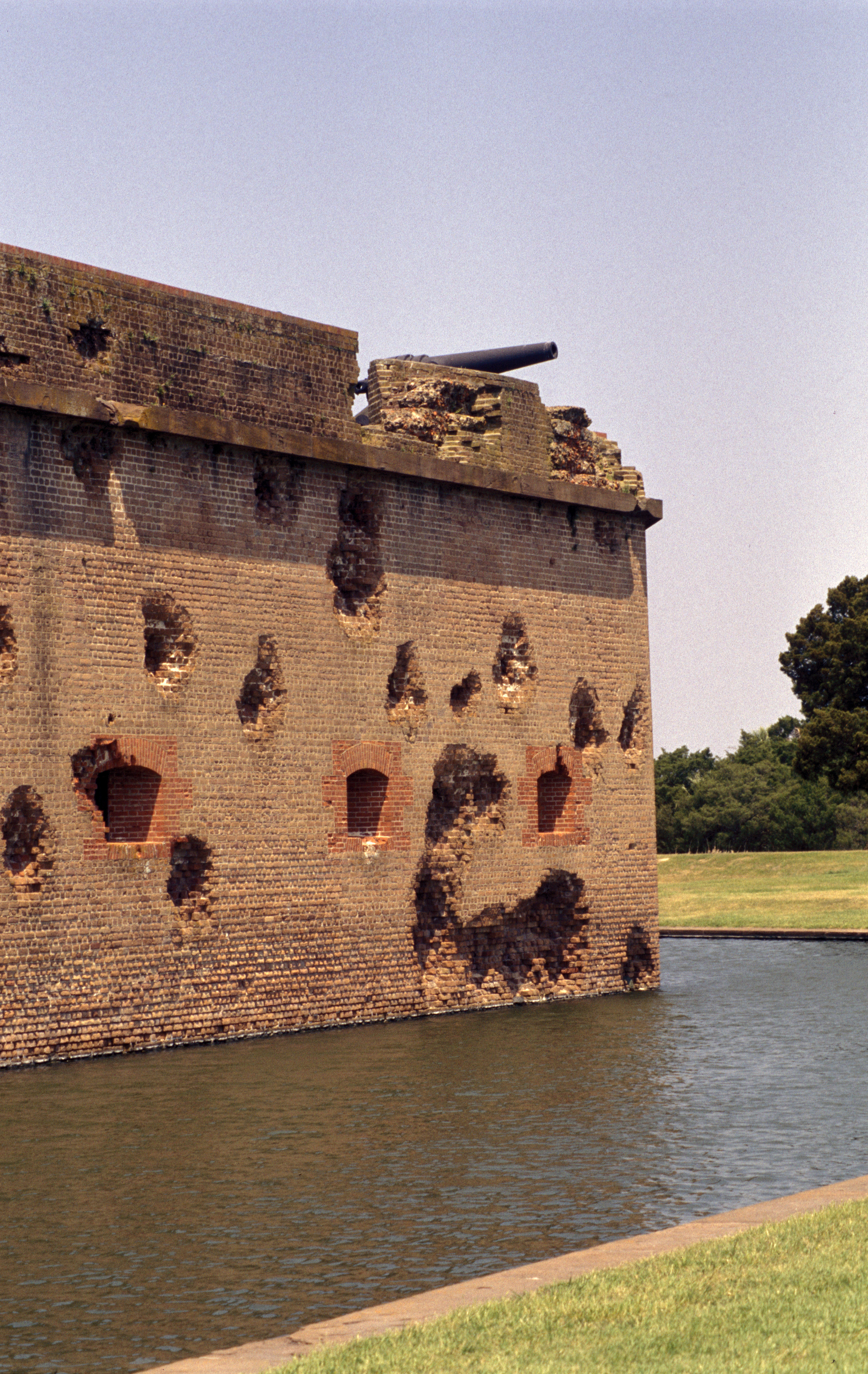
Zniszczona ściana Fortu Pulaski (2005)

Fort Pulaski (Fort Pulaski National Monument) – zabytkowy fort położony na wyspie Cockspur w hrabstwie Chatham przy wybrzeżu stanu Georgia.
Fort Pulaski jest narodowym pomnikiem USA.
Znajduje się w delcie rzeki Savannah, pomiędzy miastem Savannah a wyspą Tybee. Fort Pulaski odegrał ważną rolę w czasie wojny secesyjnej – użycie w jego szturmie nowoczesnej artylerii rozpoczęło proces stopniowego wycofywania się z wykorzystania cegły w budownictwie fortyfikacyjnym. Fort był również używany jako obóz jeniecki.

## Plany budowy
Po wojnie brytyjsko-amerykańskiej w 1812, prezydent James Madison zaplanował nowy system przybrzeżnych fortyfikacji, by ochronić Stany Zjednoczone przed obcym najazdem. Twierdza stanowiła ważny punkt strategiczny, miała za zadanie ochronić miasto i port Savannah przed atakiem z morza.

## Przebieg budowy
Budowa zaczęła się w 1829 roku pod kierunkiem generała Babcocka i kontynuowana była pod kierownictwem podporucznika Roberta E. Lee, późniejszego dowódcy wojsk Konfederacji.
Fort został wybudowany na wyspie Cockspur u ujścia rzeki Savannah do Oceanu Atlantyckiego. W 1833 nowy fort został nazwany Fort Pulaski od nazwiska Kazimierza Pułaskiego, polskiego żołnierza i dowódcy, który walczył w czasach rewolucji amerykańskiej w armii Jerzego Waszyngtona. Fort Pulaski ostatecznie został ukończony w 1847 roku.
- budowa fortu trwała 18 lat;
- budowlę osadzono na kilku tysiącach dwudziestometrowych pali drewnianych, wbitych w bagno tak, by sięgały stałego gruntu;
- zużyto około 25 milionów cegieł, ściany mają około 2 m grubości;
- całość kosztowała prawie 1 mln dolarów.

## Działania wojenne
W 1860 roku fort został przejęty przez armię Skonfederowanych Stanów Ameryki, określanych jako "Południe".
Unia ("Północ") zaatakowała Fort Pułaski 11 kwietnia 1861. Nastąpił wówczas przełom w sztuce wojennej – gdy wojska Unii, posiadające nowoczesne na tamte czasy armaty "James Rifled Cannon" z lufami gwintowanymi, strzelające z położonej ponad milę dalej wyspy Tybee, po raz pierwszy wykonały wyłom w fortyfikacji zbudowanej z cegieł. Działa te swoją nośnością i celnością przewyższały tradycyjne armaty, co zostało zademonstrowane w czasie tej bitwy. Zaledwie po 30 godzinach ściany fortu zostały mocno uszkodzone i wojsko Konfederacji poddało się. Upadek Fortu Pułaski spowodował zaciśnięcie blokady, nałożonej przez Północ na porty Południa i powstrzymał eksport bawełny oraz import materiałów wojskowych i dóbr cywilnych bardzo potrzebnych Konfederacji.
Zdobycie Fortu Pułaski przy użyciu nowoczesnej artylerii udowodniło wojskowym potrzebę opracowania nowych metod konstrukcji fortyfikacji. Efektem było stopniowe odchodzenie od umocnień ceglanych na rzecz użycia betonu.

## Wiek XX i obecnie

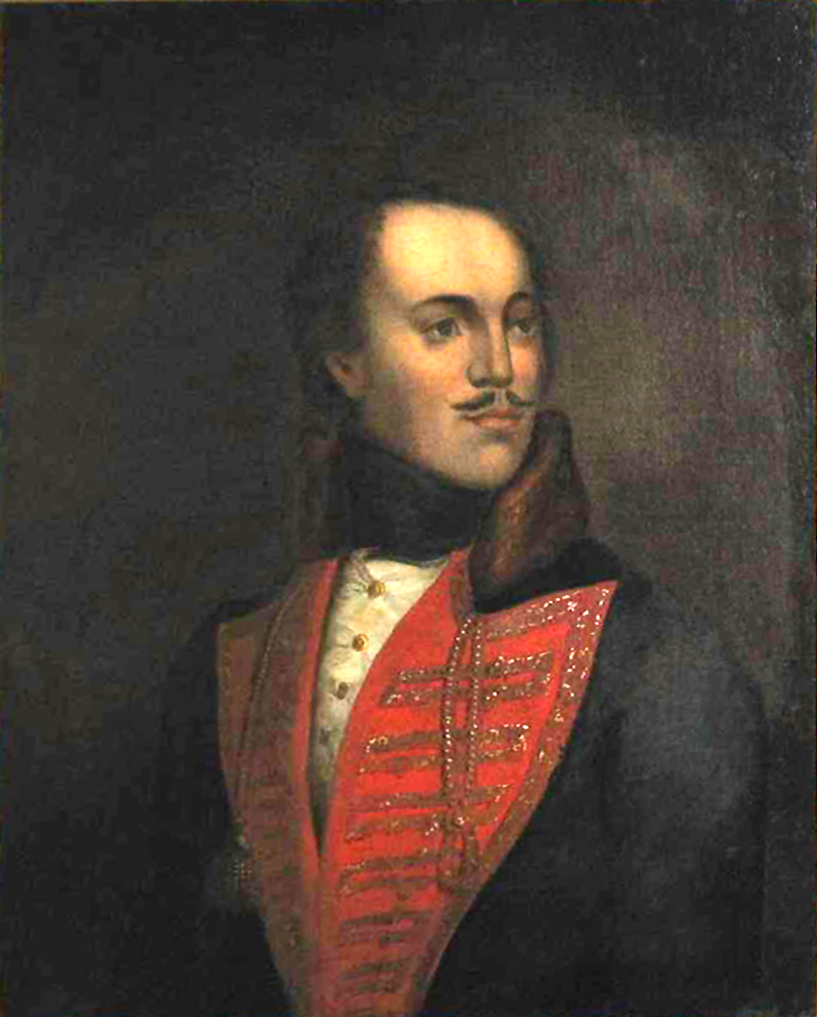
Portret Pułaskiego w holu głównym w muzeum

Do początków XX wieku fort popadał w ruinę. W wyniku starań Departamentu Wojny fort 24 października 1924 wpisano na listę narodowych zabytków i na krótko został otwarty dla odwiedzających. 10 sierpnia 1933 kontrolę nad zabytkiem przejął National Park Service. W czasie II wojny światowej na wyspie Cockspur stacjonowały jednostki Marynarki Wojennej USA.
Fort Pulaski został wpisany do rejestru miejsc historycznych 15 października 1966.
Obecnie jest to Muzeum-Forteca, ogólnie dostępna dla zwiedzających. W budynku znajduje się duży portret Kazimierza Pułaskiego i jego życiorys (w języku polskim i angielskim). Znajduje się także urna z ziemią, pobraną w obecności ambasadora USA w Polsce w 1976 roku z miejsca (zwyczajowo uznawanego) urodzenia generała – Warki.